# Гояны
Гоя́ны — село в Дубоссарском районе ПМР.

## География. Население. Экономика
Село Гояны расположено на острове, в одном из самых живописных мест Приднестровья, где сливаются реки Днестр и Ягорлык. Связь с материком осуществляется посредством двух мостов со стороны села Ягорлык и дамбой со стороны Дубоссар.  
Расстояние от Гоян до ближайшего районного центра (Дубоссары) составляет 12 км. От села до трассы Рыбница-Тирасполь (столица ПМР) - 0,8 км. 
Общая территория сёл Гояны и Ягорлык (входит в Гоянский сельский совет с 1988 года) составляет 3,4 кв.км. На 1 января 2013 года в селе Гояны проживало 660 человек, в селе Ягорлык – 6 человек.
Оба села газифицированы, обеспечены водой, электричеством, телефонной и интернет связью.
В Гоянах действуют почта, детский сад "Гиочел", основная общеобразовательная школа, сберегательная касса (филиал Приднестровского сбербанка), фельдшерско-акушерский пункт,  Дом культуры, МУП «Сельхоз Гояны». 
В окрестностях сёл находится единственный в Приднестровье заповедник. 

## История

### Памятники истории
Две палеолитические стоянки исследованы внутри села Гояны и на его окраине (стоянки Гояны-1 и Гояны-2 открыты в 1952 году С. Н.С. Бибиковым у реки Ягорлык (река) и северо-восточнее села, относящиеся к рубежам среднего палеолита и позднего палеолита. В 2007 году между сёлами Дойбаны-1 и Гояны исследованы две стоянки позднего палеолита (найдены кремнёвые отщепы, кремнёвые пластины, нуклеус около 40-10 тыс. лет назад).
В 1956 году возле Гоян, в обрыве берега реки Ягорлык, обнаружен бронзовый кинжал, а чуть позже и поселение смешанного кельто-фракийского и скифо-фракийского Гальштата у села Гояны, а так же внутри села.
Также внутри самого села исследовано поселение времён черняховской культуры.
В составе Российской империи, СССР, ПМР
В архивных документах село Гояны впервые упоминается в первой половине 18 века. Люди жили бедно, само название села переводится с молдавского языка как "бедность".
В 1770 году Едисан (в состав которого входила нынешняя территория села Гояны — Орлик) принимает российское подданство, но в 1774 г. переходит в подданство Крымского ханства по условиям Кючук-Кайнарджийского мира с Турцией.
С марта 1790 г. от Дубоссар до Гоян и Ягорлыка действовали казачьи разъезды, которые охраняли границу с Польшей до начала русско-польской войны 1792 года, после окончания которой Черноморское казачье войско было переселено на Кубань. В состав Российской империи Гояны вошли в 1791 году.
С 1896 года (по 1924 г) Гояны находились под юрисдикцией Тираспольского уезда Херсонской губернии. В то время в поселении насчитывалось 183 дома, в которых проживало 1163 человека (583 муж. и 580 жен.). Были построены церковь и школа. В школе учились только мальчики (35 человек), девочки школу не посещали. 
В феврале 1921 года был организован «Бедняцкий комитет», который занимался вопросами кооперации. В следующем году (1922) в Гоянах был образован первый сельский совет. Первым секретарем сельсовета избрали Кирицу Митрофана Ивановича.
С 1924 года село Гояны входило в Молдавскую Автономную Республику (в составе Украины).
В 1929 году во время коллективизации был создан колхоз «В добрый час». Первым председателем колхоза стал Гербиш Иван, который руководил им до 1947 года. Село развивалось, люди стали жить лучше. Но нагрянула Великая Отечественная война, во время которой на полях сражений погибло 99 гоянцев.
От фашистов село освободили 12 апреля 1944 года. Вскоре гоянский колхоз был переименован в честь М.И. Калинина.
Начиная с 50-х годов 20 века, в связи со строительством Дубоссарской ГЭС, в жизни села произошли большие перемены. Гояны переместили из поймы реки Днестр, которая должна была быть затоплена в результате заполнения Дубоссарского водохранилища, на несколько сот метров выше. 
В 1953 году были построены детский садик и магазин. С 1954 года по 1955 год село полностью электрифицировали, а в 1956 году провели радиосвязь. В 1955 году построили новое здание школы, а спустя два года - первый Дом культуры (1957) . В том же году села Гояны, Дойбаны-I, Дойбаны-II и Койково были соединены в единый колхоз и единый сельский совет. Все руководство находилось в Дойбанах-I.
По просьбе жителей Гоян о разъединении сёл, в 1982 году был образован совхоз им. Калинина. Одновременно в Гоянах построили гараж, контору, новый фельдшерско-акушерский пункт, типовой детский сад, десять двухквартирных домов (для молодых специалистов), цех сушки и переработки фруктов. Хозяйство начало специализироваться на выращивании фруктов, ягод и овощей.
В апреле 1986 года в Гоянах вновь создаётся сельский совет и на первой сессии председателем избирается Мирзак В.П.
26 марта 1995 года в связи с введением в действие Закона Приднестровской Молдавской Республики «Об органах мастной власти, местного самоуправления и государственной администрации», на территории села Гояны прошли выборы в местный совет. Избран председатель совета — глава государственной администрации села. 
29 мая 1995 года на первой сессий председателем совета (главой госадминистрации села) была избрана Кирица Н.Н., а совхоз им. Калинина был переименован в МУП «Сельхоз Гояны».
"День села" в Гоянах празднуется 9 октября, в день Преставления Иоанна Богослова.

## Известные уроженцы
- Канна, Ион — советский писатель[9];
- Пономарь, Фёдор Миронович — советский поэт[10].